# Várvölgy
Várvölgy est un village et une commune du comitat de Zala en Hongrie.

## Histoire
Le village était nommé Zsid jusqu'au XIXe siècle, et composé de deux parties distinctes Alsózsid (en bas) et Felsőzsid (en haut). On retrouve encore cette origine dans le nom de rue: Zsidi út (route de Zsid) dans les localités voisines de Zalaszántó et de Keszthely.